# Silverio Blasi
Pour les articles homonymes, voir Blasi.
Silverio Blasi, né à Rome le 17 novembre 1921 et mort dans cette ville le 27 avril 1995 , est un réalisateur et acteur italien.

## Biographie
Silverio Blasi commence sa carrière en tant qu'acteur, puis se consacre à la réalisation, devenant l'un des « pères » des premières grandes séries dramatiques de la télévision italienne, comme Il romanzo di un giovane povero (it) et Piccolo mondo antico. Toujours à la télévision, il réalise plus tard de nombreuses séries dramatiques à succès, notamment sur la vie de Michel-Ange et celle du Caravage, les deux avec Gian Maria Volonte. À partir de 1971, il réalise des films tout en jouant, en particulier dans des films réalisés par Francesco Rosi, dont Lucky Luciano.
Dans les années 1970, il entame une collaboration fructueuse avec la compagnie théâtrale d'Ileana Ghione (it).

## Filmographie partielle

### Comme réalisateur
à la télévision
- 1963 : Champignol senza volerlo
- 1967 : Caravaggio (feuilleton télévisé)
- 1968 : Processi a porte aperte: Io difendo Elvira Sharney
- 1970 : Le terre del sacramento (mini-série)
- 1979 : La dama dei veleni (mini-série)
- 1986 : Il boss (série télévisée)

### Comme acteur
à la télévision
- 1974 : Canossa de Giorgio Prosperi

au cinéma
- 1974 : Lucky Luciano de Francesco Rosi
- 1976 : Cadavres exquis de Francesco Rosi
- 1987 : Chronique d'une mort annoncée de Francesco Rosi
- 1990 : Portes ouvertes de Gianni Amelio